# Luisierella
Luisierella, monotipski biljni rod mahovnjača iz porodice Timmiellaceae. Jedini mu je predstavnik L. barbula koja raste na jugu i jugoistoku Sjedinjenih država, Meksiku, Karibima, Belizeu, Brazilu, te u Indoneziji i Japanu. 
Stabljika je nerazgranata, gotovo da je nema, rizoidi nisu vidljivi, listovi su u rozetama. Voli vapnenačku podlogu. Prvi puta je opisana kao Gymnostomum barbula.